# マザリングサンデイ

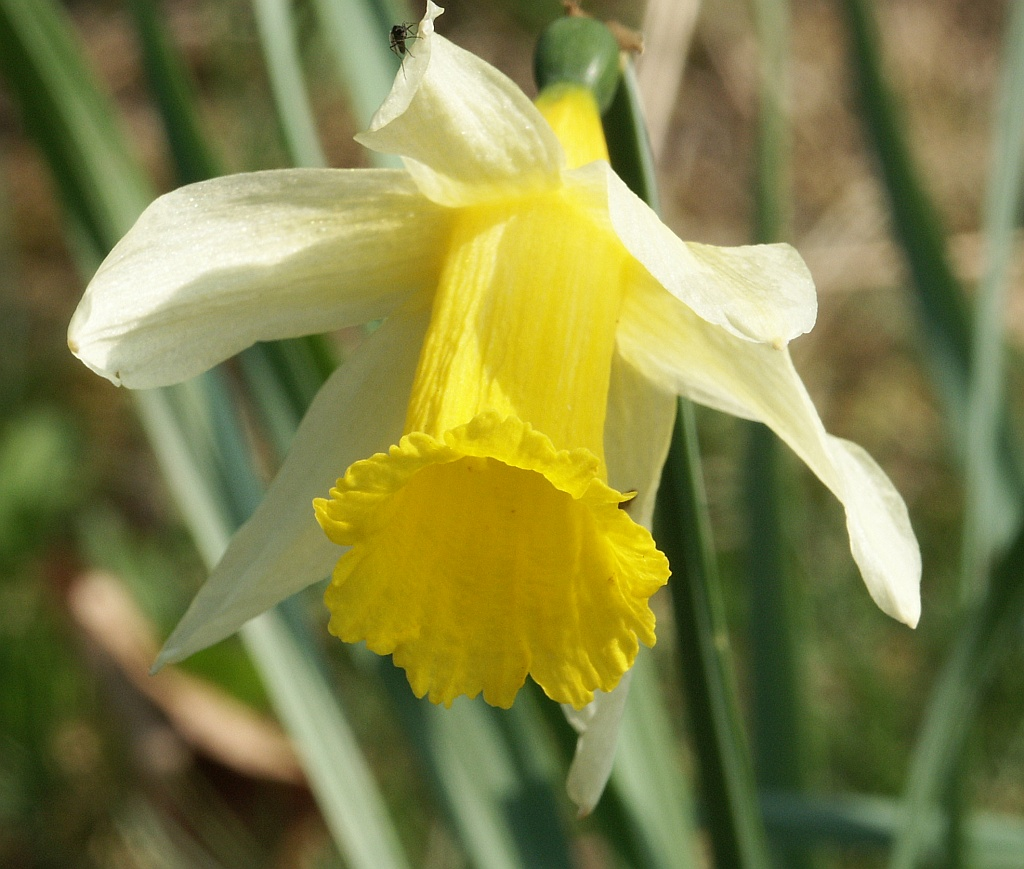
この日にラッパズイセンなどを送る習慣がある

マザリングサンデイ (英語: Mothering Sunday)は英国およびアイルランドで祝われている母の日である。移動祝日で、キリスト教暦のレント（四旬節）期間の第4日曜日（復活祭の3週間前）に祝われる。この日にはシムネルケーキを食べる、ラッパズイセン（wild daffodil、別名：Lent lily）を贈る、などの習慣がある。
ミッドレント・サンデーは母教会（各地方の本山にあたる教会）に供物を捧げる祭日であり、藪入りとなった奉公人が実家に帰省した習慣を起源としている。
1600年ころに英国で家族で母に感謝する日として定着したと言われている  。いまは、人の母だけでなくあらゆる生命をはぐくむものを対象としている。
注：英語の「マザー」（mother）は名詞「母」だけでなく、形容詞「母の・親の」、動詞「生を与える」という意味がある 。 

## 参照項目
- 母の日